# 小菅真美
小菅 真美（こすげ まみ、1972年10月20日 - ）は、日本の女性声優。プロダクション・エース所属。東京都出身。

## 略歴
以前はアーツビジョンに所属していた。
2012年10月20日、オフィシャルブログにて、結婚及び妊娠を発表。
2013年4月10日、Twitterにて、3月中旬に第一子を出産した事を報告。

## 人物
普通自動車免許、大型自動二輪車免許、ヤマハスノーモービルライセンス保有。 趣味・特技はパソコン　ゲーム全般　ツーリング。

## 出演
太字はメインキャラクター。

### テレビアニメ
2001年
- 機動天使エンジェリックレイヤー（相手デウス）
- ココロ図書館（カージーズエンジェル）
- Z.O.E Dolores, i
- 逮捕しちゃうぞ SECOND SEASON（先生）
- ナジカ電撃作戦

2002年
- アクエリアンエイジ Sign for Evolution（アナウンサー、少女）
- キディ・グレイド（ボニータ、少年アームブラスト）
- ぱにょぱにょデ・ジ・キャラット（女の人、子供）
- PIANO（ゆり先生）
- ぴたテン（女子生徒、女性教師、音楽の先生）
- 陸上防衛隊まおちゃん（整備隊員A、警備隊員A）

2003年
- D・N・ANGEL（州崎由希、伊藤まなみ）
- 成恵の世界（バチスカーフ）

2004年
- グレネーダー 〜ほほえみの閃士〜（紅桃華）
- 忘却の旋律 THE MELODY OF OBLIVION（たまころがし）

2005年
- Canvas2 〜虹色のスケッチ〜（部員、店員、空港アナウンス 他）
- トリニティ・ブラッド（ミレーユ・マンソン）

2006年
- BLACK BLOOD BROTHERS（ケリー・黄）
- 護くんに女神の祝福を!（2006年 - 2007年、PCボイス、茜明日香、女子、アナウンス、美女）

2007年
- 風のスティグマ（石蕗紅羽）
- らき☆すた（高良ゆかり）
- レンタルマギカ（人魚）

2009年
- キディ・ガーランド（コア）
- 咲-Saki-（2009年 - 2014年、西田順子、場内アナウンス、部員） - 3シリーズ
- 生徒会の一存（真儀瑠紗鳥）
- そらのおとしもの（2009年 - 2010年、そはらの母、女子B、女性の声、仲居、八百屋のオバちゃん、女性1、ウマ子、マキコ、テレビの声） - 2シリーズ
- 空を見上げる少女の瞳に映る世界（王妃）

2010年
- あそびにいくヨ!（船長）
- おまもりひまり（文車妖妃、優人の母）

2011年
- 日常（桜井先生〈桜井泉〉、君子、アナウンス）

2012年
- うぽって!!（じーすり〈G3A3〉）

2013年
- 生徒会の一存 Lv.2（真儀瑠紗鳥）
- 勇者になれなかった俺はしぶしぶ就職を決意しました。（小物売り女店主）

2015年
- 俺物語!!（産婦人科医）

### 劇場アニメ
2009年
- 宇宙戦艦ヤマト 復活篇

2011年
- 劇場版 そらのおとしもの 時計じかけの哀女神（マキコ）

### OVA
2002年
- 私立荒磯高等学校生徒会執行部

2007年
- 君が望む永遠〜Next Season〜（香月モトコ）

2008年
- らき☆すたOVA（オリジナルなビジュアルとアニメーション）（高良ゆかり）

2010年
- そらのおとしもの（女子1）

### ゲーム
1999年
- ときめきメモリアル2（水無月琴子）

2000年
- ときめきメモリアル2 Substories 〜Dancing Summer Vacation〜（水無月琴子）
- BLOOD THE LAST VAMPIRE（少女）

2001年
- 機動天使エンジェリックレイヤー みさきと夢の天使達（笠井ゆうき）
- ときめきメールボックス Vol.1（水無月琴子）
- ときめきメモリアル2 Substories 〜Leaping School Festival〜（水無月琴子）
- ときめきメモリアル2 Substories 〜Memories Ringing On〜（水無月琴子）
- ときめきメモリアル2 対戦ぱずるだま（水無月琴子）

2005年
- 影牢II -Dark illusion-（エイダ）

2008年
- らき☆すた 〜陵桜学園 桜藤祭〜（高良ゆかり）

2009年
- らき☆すた ネットアイドル・マイスター（高良ゆかり）

2010年
- 生徒会の一存 -DSする生徒会-（真儀瑠紗鳥）

2011年
- 日常〈宇宙人〉（桜井先生）
- Blade Chronicle

2013年
- 生徒会の一存 Lv.2 PORTABLE（真儀瑠紗鳥）

### 吹き替え
- 華麗なるペテン師たち4 #4
- コールドケース6 #2、17
- ゾウズ・フー・キル3 殺意の深層

### 実写
- ときめきメモリアル　スーパーライブ2

### CD
- 渇愛2（真理絵）
- キディグレイドサウンドレイヤー（ボニータ）
- グレネーダー ドラマCD（紅桃華）
- DOUBLE CALL 3、4、7（萩野）
- 職員室でナイショのロマンス（泉）
- SUPER LOVERS（朝倉）
- ときめきメモリアル2 Blooming Stories 8 水無月琴子（水無月琴子）
- ときめきメモリアル2 ボーカルトラックス（水無月琴子）
- ときめきメモリアル2 ボーカルトラックス4（水無月琴子）
- ときめきメモリアル2 ボーカルトラックス5（水無月琴子）
- ときめきメモリアル2 ボーカルトラックス ベスト（水無月琴子）
- ときめきメモリアル2シリーズ(水無月琴子、ハスター将軍、ママ、ジェシー、上杉優)
  - Vol.1 〜予感・始まりの季節〜
  - Vol.2 〜約束・遠い記憶〜
  - Vol.3 〜願束・秘めた心に〜
  - Vol.4 〜見えないゴールの向こう側〜
  - Vol.5 〜笑顔、探して〜
  - Vol.6 〜雪がやんだら…〜
  - Vol.7 〜手のひらの勇気〜
  - Vol.8 〜霞む空の下に〜
  - Vol.9 〜月の欠片〜
  - Vol.10 〜陽光、輝きの中へ〜
- ときめきメモリアル2　ハッピートークCD（水無月琴子、ママ、ジェシー）
- Trinity Blood Rage Against the Moons（ルイーズ）
- 成恵の世界 ドラマCD（バチスカーフ）
- 成恵の世界スペシャル（バチスカーフ）
- 猫かぶりの君2 〜新婚編（春日圭一）
- 春を抱いていた（清水）